# Gampong Teungoh (Nisam)
Gampong Teungoh is een bestuurslaag in het regentschap Aceh Utara van de provincie Atjeh, Indonesië. Gampong Teungoh telt 592 inwoners (volkstelling 2010).